# Manihot falcata
Manihot falcata är en törelväxtart som beskrevs av David James Rogers och Subramaniam Ganapthi Appan. Manihot falcata ingår i släktet Manihot och familjen törelväxter. Inga underarter finns listade i Catalogue of Life.